# Masdevallia idae
Masdevallia idae är en orkidéart som beskrevs av Carlyle August Luer och M.Arias. Masdevallia idae ingår i släktet Masdevallia och familjen orkidéer. Inga underarter finns listade i Catalogue of Life.